# Sporting Charleroi in het seizoen 1994/95
Dit artikel beschrijft de prestaties van de Belgische voetbalclub Sporting Charleroi in het seizoen 1994–1995.

## Gebeurtenissen

### Transfers
Sporting Charleroi verloor in 1994 trainer Robert Waseige aan concurrent Standard Luik. Als vervanger werd Georges Leekens aangetrokken door voorzitter Jean-Paul Spaute. Leekens had een seizoen eerder Cercle Brugge uit degradatienood gehaald. Mario Notaro, hoofdcoach van stadsgenoot Olympic Charleroi, werd in dienst genomen als assistent-trainer.
De club hoefde in de zomer van 1994 geen afscheid te nemen van belangrijke titularissen en trok zelf enkele defensieve versterkingen aan. Zo maakten onder meer doelmannen Franky Frans en Ranko Stojić de overstap naar Charleroi. Ook de 31-jarige verdediger Yvan Desloover trok naar Charleroi. Hij nam na dertien seizoenen afscheid van KSV Waregem. In de aanval versterkte Charleroi zich met Graham Arnold van Club Luik. De Australische spits zou echter al na een half seizoen opnieuw vertrekken. Tijdens de winterperiode verkaste de international naar NAC Breda.
Verder gaf Charleroi ook kansen aan enkele jonge Henegouwers. Zo werden Toni Brogno, broer van clubicoon Dante Brogno, Laurent Wuillot en Anthony Petaccia aan het eerste elftal toegevoegd.

### Competitie
Leekens kon niet wat zijn voorganger Waseige wel kon: verrassen in de Belgische competitie. Charleroi begon met een thuisnederlaag (0–1) tegen KV Mechelen aan het nieuwe seizoen. Nadien speelden de Zebra's twee keer gelijk, waarna de topper tegen Standard Luik volgde. De nieuwe werkgever van oud-trainer Waseige kwam op Mambourg met 0–3 winnen.
Leekens' kille en ernstige stijl paste niet bij de club, hetgeen zich op het veld vertaalde in enkele zware nederlagen. Zo werd er onder meer verloren van Germinal Ekeren (5-0), RSC Anderlecht (4–0) en Sint-Truidense VV (0–4).
Charleroi zakte weg in het klassement en eindigde op de dertiende plaats. Omdat de Zebra's ook in de UEFA Cup en de beker geen hoge ogen hadden gegooid, mocht Leekens na het seizoen opnieuw vertrekken.

### UEFA Cup
Charleroi mocht in het seizoen 1994/95 voor het eerst sinds 1969/70 Europees spelen. Het werd een korte campagne. De Zebra's werden reeds in de eerste ronde van de UEFA Cup uitgeschakeld door Rapid Boekarest. Charleroi verloor de heenwedstrijd in Roemenië met 2–0. Twee weken later kwam het team van Leekens na de rust 0–1 achter. Late goals van Tibor Balog en Jean-Jacques Missé-Missé zorgden ervoor dat Charleroi nog won, maar dat was onvoldoende om zich voor de volgende ronde te kwalificeren.

### Beker van België
In de Beker van België werd Charleroi al in de eerste ronde uitgeschakeld door Eendracht Aalst.

## Spelerskern
| Naam                     | Nationaliteit | Geboortedatum | Vorige club                     |
| ------------------------ | ------------- | ------------- | ------------------------------- |
| Keepers                  |               |               |                                 |
| István Gulyás            | Hongarije     | 01-05-1960    | Kispesti Honvéd (1991–1992)     |
| Ranko Stojić             | Joegoslavië   | 18-01-1959    | RFC Seraing (1992–1994)         |
| Franky Frans             | België        | 27-02-1966    | RAEC Mons (1991–1994)           |
| Lasse Eriksson           | Zweden        | 21-09-1965    | IFK Norrköping (1989–1994)      |
| Verdedigers              |               |               |                                 |
| Roch Gérard              | België        | 04-01-1972    | /                               |
| Čedomir Janevski         | Macedonië     | 03-07-1961    | Club Brugge (1989–1991)         |
| Michel Rasquin           | België        | 20-02-1964    | Beerschot (1989–1990)           |
| Yvan Desloover           | België        | 29-07-1963    | KSV Waregem (1981–1994)         |
| Rudy Moury               | België        | 01-03-1966    | Francs Borains (1985–1989)      |
| Fabrice Silvagni         | België        | 26-08-1966    | /                               |
| Didier Frenay            | België        | 09-04-1966    | Cercle Brugge (1987–1994)       |
| Laurent Wuillot          | België        | 11-07-1975    | RAEC Mons (1993–1994)           |
| Alexandre Teklak         | België        | 16-08-1975    | /                               |
| Middenvelders            |               |               |                                 |
| Marco Casto              | België        | 02-06-1972    | /                               |
| Gábor Bukrán             | Hongarije     | 16-11-1975    | Kispesti Honvéd (1992–1993)     |
| Atty Affo                | Togo          | 27-08-1971    | /                               |
| Eric Van Meir            | België        | 28-02-1968    | Berchem Sport (1985–1991)       |
| Tibor Balog              | Hongarije     | 01-03-1966    | MTK Boedapest (1988–1993)       |
| Dante Brogno             | België        | 02-05-1966    | RA Marchiennoise (1984–1986)    |
| Raymond Mommens          | België        | 27-12-1958    | KSC Lokeren (1975–1986)         |
| Samuel Remy              | België        | 23-10-1973    | /                               |
| István Pisont            | Hongarije     | 16-05-1970    | Kispesti Honvéd (1988–1994)     |
| Serhij Omeljanovitsj     | Oekraïne      | 13-08-1977    | Zorja Loehansk (1994)           |
| Thomas Acheampong        | Ghana         | 21-09-1974    | Tubantia Borgerhout (1993–1994) |
| Aanvallers               |               |               |                                 |
| Jean-Jacques Missé-Missé | Kameroen      | 07-08-1968    | Andenne-Seilles (1991–1993)     |
| Nebojša Malbaša          | Joegoslavië   | 25-06-1959    | Club Luik (1987–1991)           |
| Graham Arnold            | Australië     | 03-08-1963    | Club Luik (1992–1994)           |
| Toni Brogno              | België        | 19-07-1973    | RA Marchiennoise (1993–1994)    |
| Anthony Petaccia         | België        | 05-01-1976    | /                               |

- = aanvoerder

### Technische staf
| Functie         | Naam                | Nationaliteit   |
| --------------- | ------------------- | --------------- |
| Coach           | Georges Leekens     | België          |
| Assistent-coach | Michel Bertinchamps | België          |
| Assistent-coach | Mario Notaro        | Italië / België |

## Uitrustingen
Shirtsponsor(s): ASLK

Sportmerk: Activity
| Thuis | Thuis | Uit | UEFA Cup |

## Transfers

### Zomer
| Naam                 | Nationaliteit | Van / Naar          | Type           |
| -------------------- | ------------- | ------------------- | -------------- |
| Inkomend             |               |                     |                |
| Ranko Stojić         | Joegoslavië   | RFC Seraing         | Gekocht        |
| Graham Arnold        | Australië     | Club Luik           | Gekocht        |
| Yvan Desloover       | België        | KSV Waregem         | Gekocht        |
| Franky Frans         | België        | RAEC Mons           | Gekocht        |
| Laurent Wuillot      | België        | RFC Seraing         | Gekocht        |
| Didier Frenay        | België        | Cercle Brugge       | Gekocht        |
| Serhij Omeljanovitsj | Oekraïne      | Zorja Loehansk      | Gekocht        |
| Toni Brogno          | België        | RA Marchiennoise    | Gekocht        |
| Thomas Acheampong    | Ghana         | Tubantia Borgerhout | Einde huur     |
| Uitgaand             |               |                     |                |
| Peter Kerremans      | België        |                     | Einde carrière |
| Olivier Desbruyères  | België        |                     | Verkocht       |
| Eric Depireux        | België        | La Louvière         | Verkocht       |
| Mario Fasano         | België        | Olympic Charleroi   | Verkocht       |
| Frédéric Jacquemart  | België        | KSV Waregem         | Verkocht       |
| Michaël Paci         | België        | Olympic Charleroi   | Verkocht       |

### Winter
| Naam           | Nationaliteit | Van / Naar      | Type     |
| -------------- | ------------- | --------------- | -------- |
| Inkomend       |               |                 |          |
| Lasse Eriksson | Zweden        | IFK Norrköping  | Gekocht  |
| István Pisont  | Hongarije     | Kispesti Honvéd | Gekocht  |
| Uitgaand       |               |                 |          |
| Graham Arnold  | Australië     | NAC Breda       | Verkocht |

## Eerste klasse

### Klassement
|         |    |                    | GW | W  | G  | V  | DV | DT | DS  | Ptn |
| ------- | -- | ------------------ | -- | -- | -- | -- | -- | -- | --- | --- |
| K (CL)  | 1  | RSC Anderlecht     | 34 | 23 | 6  | 5  | 80 | 31 | 49  | 52  |
| (UEFA)  | 2  | Standard Luik      | 34 | 21 | 9  | 4  | 52 | 23 | 29  | 51  |
| (beker) | 3  | Club Brugge        | 34 | 21 | 7  | 6  | 68 | 31 | 37  | 49  |
| (UEFA)  | 4  | Eendracht Aalst    | 34 | 14 | 11 | 9  | 63 | 57 | 6   | 39  |
| (UEFA)  | 5  | Lierse SK          | 34 | 14 | 9  | 11 | 52 | 52 | 0   | 37  |
|         | 6  | Germinal Ekeren    | 34 | 12 | 13 | 9  | 57 | 39 | 18  | 37  |
|         | 7  | Lommel SK          | 34 | 13 | 9  | 12 | 44 | 41 | 3   | 35  |
|         | 8  | Sint-Truidense VV  | 34 | 11 | 13 | 10 | 34 | 35 | -1  | 35  |
|         | 9  | RFC Seraing        | 34 | 12 | 10 | 12 | 53 | 45 | 8   | 34  |
|         | 10 | KSK Beveren        | 34 | 10 | 12 | 12 | 40 | 46 | -6  | 32  |
|         | 11 | KV Mechelen        | 34 | 11 | 9  | 14 | 41 | 46 | -5  | 31  |
|         | 12 | RWDM               | 34 | 10 | 11 | 13 | 34 | 41 | -7  | 31  |
|         | 13 | Sporting Charleroi | 34 | 10 | 11 | 13 | 33 | 43 | -10 | 31  |
|         | 14 | AA Gent            | 34 | 11 | 8  | 15 | 41 | 53 | -12 | 30  |
|         | 15 | Cercle Brugge      | 34 | 9  | 10 | 15 | 43 | 52 | -9  | 28  |
|         | 16 | Antwerp FC         | 34 | 8  | 8  | 18 | 40 | 56 | -16 | 24  |
|         | 17 | KV Oostende        | 34 | 5  | 9  | 20 | 34 | 81 | -47 | 19  |
|         | 18 | Club Luik          | 34 | 5  | 7  | 22 | 35 | 72 | -37 | 17  |